# フアン・ラファエル・フエンテス
フアン・ラファエル・フエンテス・エルナンデス（Juan Rafael Fuentes Hernández、1990年1月5日 - ）は、スペイン・コルドバ出身のプロサッカー選手。ポジションはDF。

## 経歴

### クラブ
地元クラブであるコルドバCFのカンテラで育成され、2009年10月10日のレアル・ムルシア戦でトップチームデビュー。以降、4シーズンに渡ってレギュラーを務めた。2013年3月30日のCEサバデル戦でプロ初ゴール。
2013年6月19日、プリメーラ・ディビシオンのRCDエスパニョールに移籍。契約は4年。
2016年8月11日、プリメーラ・ディビシオンのCAオサスナに移籍。2016–17シーズン終了後、クラブとの契約を解除。
2018年2月8日、6ヶ月の無所属期間を経てノッティンガム・フォレストFCに加入。

## 所属クラブ
ユース
- コルドバCF

プロ
- コルドバCF B 2008-2009
- コルドバCF 2009-2013
- RCDエスパニョール 2013-2016
- CAオサスナ 2016-2017
- ノッティンガム・フォレストFC 2018